# 中国西北航空2119便離陸失敗事故
中国西北航空2119便離陸失敗事故は、1993年7月23日に中華人民共和国の銀川市で発生した航空事故である。
銀川河東国際空港から北京首都国際空港へ向かっていた中国西北航空2119便（BAe 146-300）がフラップの故障により離陸時に滑走路をオーバーランした。乗員乗客113人中55人が死亡した。この事故は当時、BAe 146で発生した航空事故としては最悪のものだった。

## 飛行の詳細
事故機のBAe 146-300（B-2716）は製造番号E3215として1992年に製造された。4基のライカミング LF507-1Hを搭載しており、1992年12月5日に初飛行を行っていた。総飛行時間は500時間程だった。
2119便には乗員5人と乗客108人が搭乗していた。乗員乗客のほとんどは中国人であった。その他、中国のイギリス大使館によればイギリス人女性が搭乗していた。また、フランス人と香港人の乗客が居た。

## 事故の経緯
2119便は14時30分に銀川河東国際空港を離陸する予定だったが、10分ほど遅延していた。
パイロットはタキシングをする前、フラップをセットした。しかし、離陸滑走を行っている際にフラップアクチュエータが故障し、右主翼のフラップが意図せず突然格納された。これにより揚力が低下し、2119便はテールストライクを起こした。パイロットは離陸中断を余儀なくされたが、この時点で機体はすでに離陸速度に達していた。そのため、機体は滑走路36をオーバーランし、湖に突っ込んで停止した。衝撃により機体は大破したため、救助活動は困難となった。